# Bibliotheca Teubneriana

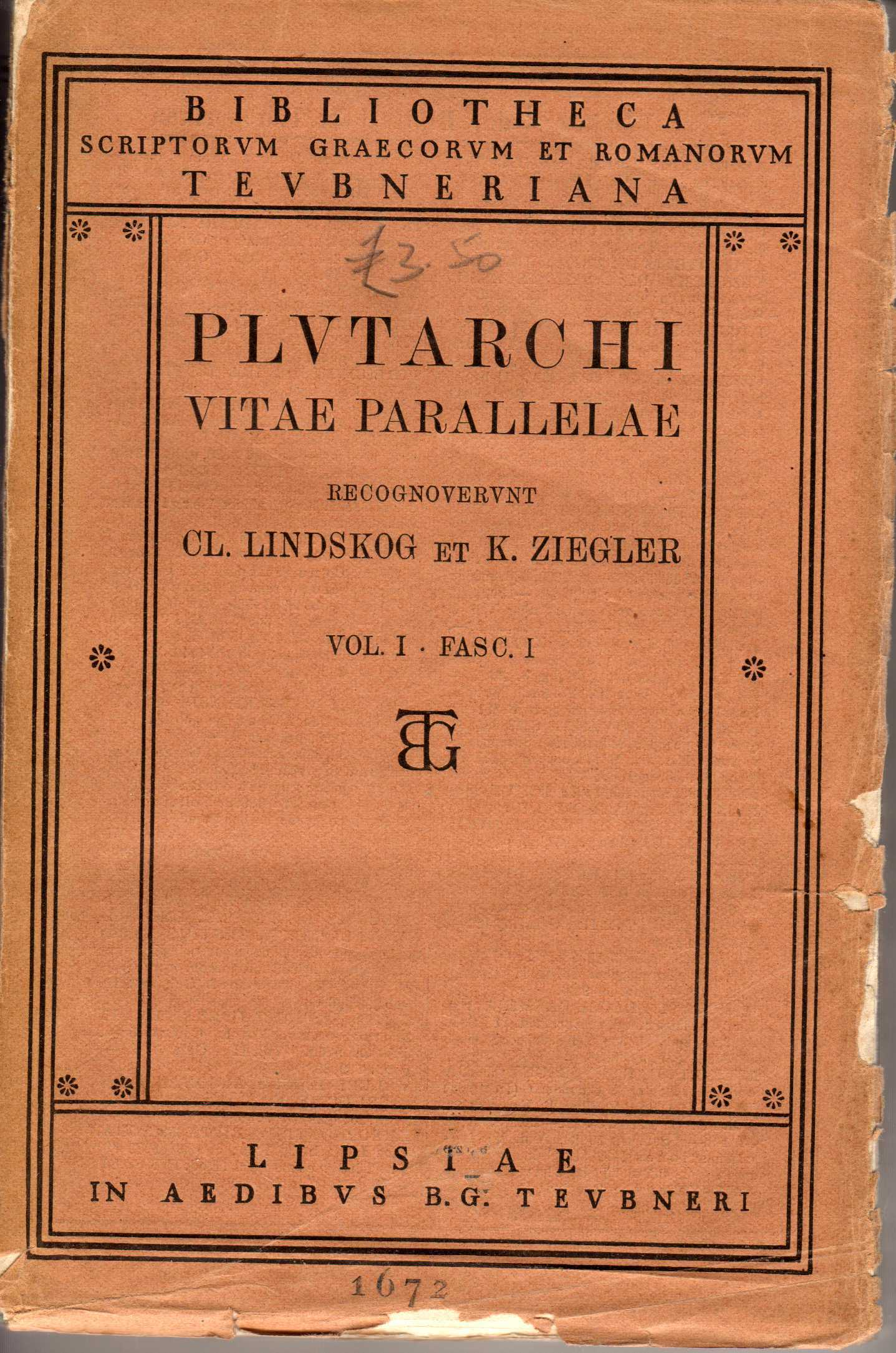
Portada d'un volum de la Bibliotheca Teubneriana

La Bibliotheca Teubneriana, o les edicions Teubner de textos grecs i llatins, és la col·lecció moderna més minuciosa mai publicada de literatura grecoromana antiga (i de part de la medieval). La col·lecció, el nom complet de la qual és Bibliotheca Scriptorum Graecorum et Romanorum Teubneriana, consisteix en edicions crítiques a càrrec de destacats acadèmics (actualment sempre amb un complet aparell crític en cada pàgina, tot i que durant el segle xix algunes editiones minores van ésser publicades ja fos sense aparells crítics, ja fos amb apèndixs textuals abreujats).
Teubneriana és una abreviatura utilitzada per denotar principalment un volum sol de la col·lecció (de forma completa: editio Teubneriana), i rarament la col·lecció sencera.
Avui, les úniques empreses editorials comparables, que faciliten edicions de referència d'autoritat acadèmica de nombrosos autors antics, són l'Oxford Classical Texts i la Col·lecció Budé (els volums de la qual també inclouen la traducció francesa en pàgines acarades, amb notes). (La Loeb Classical Library, amb traducció anglesa en pàgines acaradesa i notes, té com a objectiu una audiència més general.)

## Història de la col·lecció
El 1811, Benedictus Gotthelf Teubner (1784–1856) va refundar sota el seu propi nom una línia editorial que havia dirigit des del 1806, la Weinedelsche Buchdruckerei, donant lloc a la casa editorial de B.G. Teubner, de Leipzig (la seva referència, en llatí, in aedibus B.G. Teubneri). Els volums del Bibliotheca Teubneriana van començar a aparèixer el 1849. Tot i que avui les edicions Teubner són relativament cares (com ho són els llibres acadèmics editats a Europa en general), en el seu origen estaven destinades a respondre a la necessitat d'edicions de baix cost però d'alta qualitat.
Abans de la introducció de la col·lecció Teubner, les edicions acurades d'autors antics només podien ésser adquirides per biblioteques i academics privats rics, a causa del seu alt preu. Els estudiants i altres persones de poder adquisitiu mitjà havien de valer-se d'edicions al seu abast, però farcides d'errors.
En el segle xix, Teubner va oferir tant editiones maiores (amb un complet aparell crític) assequibles per als acadèmics, com editiones minores (sense aparells crítics o amb apèndixs textuals abreujats) de baix preu, per a estudiants. Finalment, les editiones minores van ésser abandonades i Teubner va passar a oferir només edicions de referència acadèmiques d'autors antics.
Durant el període entre el final de Segona Guerra Mundial i la reunificació alemanya, la casa editorial de B.G. Teubner es dividí en dues empreses, una a Leipzig, a l'Alemanya de l'est, i una altra a Stuttgart, a l'Alemanya de l'oest. Totes dues van oferir volums en la Bibliotheca Teubneriana.
Després que la caiguda del mur de Berlín i la reunificació d'Alemanya, B.G. Teubner va ser també reunificada i la seva seu va quedar consolidada a Wiesbaden.
A finals de 1999, B.G. Teubner Verlag va anunciar la seva intenció per concentrar-se en les publicacions científiques i tècniques. Tots els seus títols d'estudis classics foren venuts a K.G. Saur, un editor amb seu a Múnic. Tot i que els volums nous van passar a aparèixer amb la menció in aedibus K.G. Saur, el nom de la col·lecció va quedar inalterat.
El 2006, l'empresa editorial de Walter de Gruyter va adquirir K.G. Saur i la seva gamma editorial sencera, inclosa la Bibliotheca Teubneriana. Des de gener de 2007, la Bibliotheca Teubneriana està sent exclusivament publicada per Walter de Gruyter GmbH & Co. KG.

## Tipus grec en les edicions Teubner
Mentre que la tipografia grega Teubners ha estat subjecta a innovacions al llarg dels anys, un repàs de la col·lecció sencera mostra un elevat grau de consistència. L'antiquada font cursiva utilitzada (amb petites variacions) en la majoria dels volums existents, és immediatament reconeguda pels classicistes i fortament associada amb Teubner.